# Marc Muskatewitz
Marc Muskatewitz, född 28 januari 1996, är en tysk curlingspelare som representerar det tyska landslaget.

## Biografi
Marc Muskatewitz har medverkat i sex VM-turneringar och sex EM-turneringar, och har tagit ett EM-guld.